# 嵩陽書院
嵩陽書院（すうようしょいん）は中華人民共和国河南省登封市嵩山の南麓にあった書院。嵩陽書院は応天府書院、岳麓書院、白鹿洞書院とともに、宋代四大書院と呼ばれる。宋代理学の「洛学」を創始した程顥・程頤の兄弟もここで講義したことがある。

## 歴史

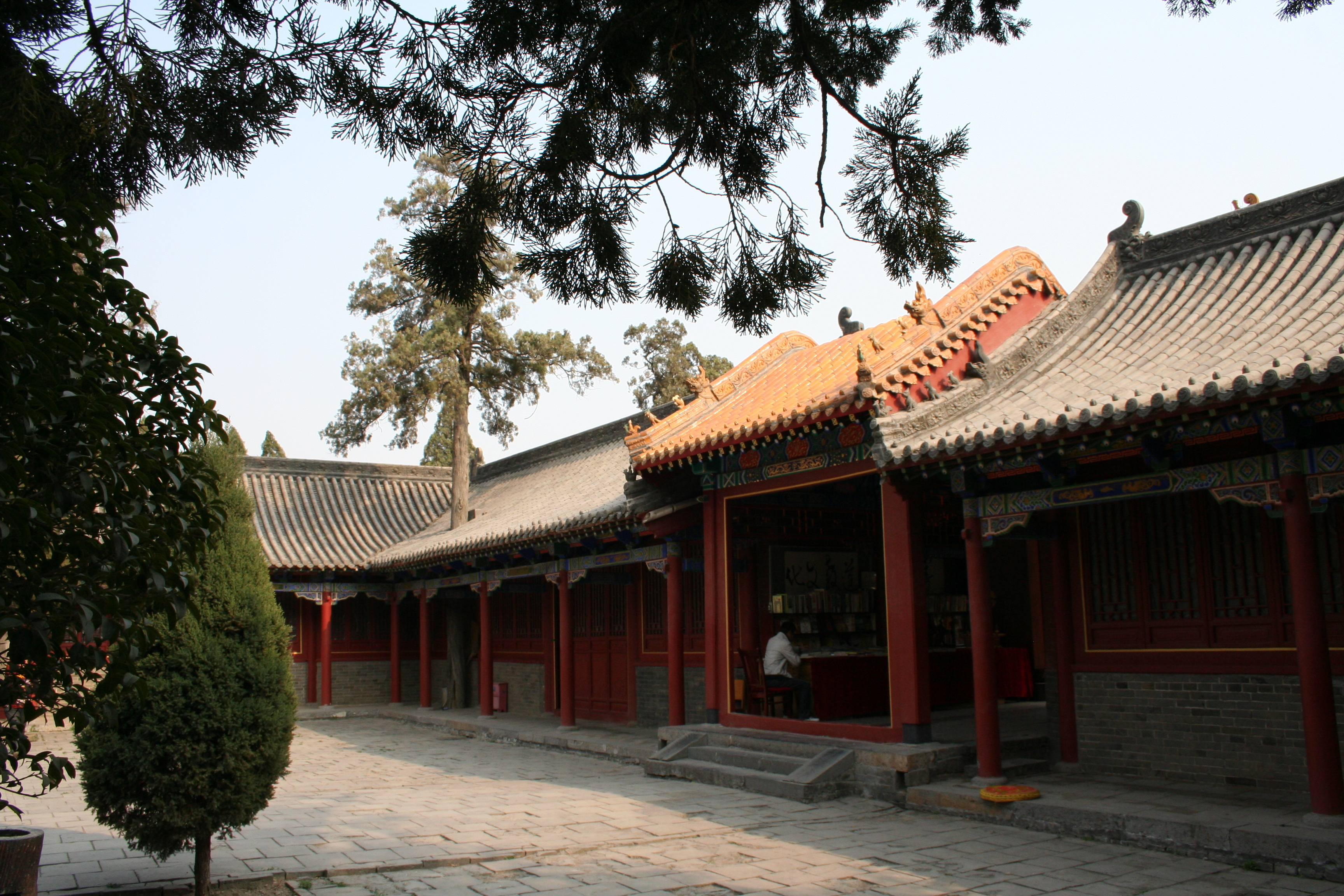
中岳廟。

北魏の孝文帝の太和八年（484年）に嵩陽寺という寺として建てられた。
隋代の大業八年（612年）、煬帝は道士潘誕に不老不死の丹薬をつくらせるために嵩陽寺を道観嵩陽観として与え、潘誕は煉丹と生活の場とした。
唐代の弘道元年（683年）、高宗が嵩山に巡遊した時、離宮として改築し、名を「奉天宮」とした。
五代の後周の時期（951年-960年）、太乙書院に正式に改名した。
宋の景祐二年（1035年）に太室書院が修築された後、寺額は嵩陽書院と改められた。有名な学者としては司馬光・范仲淹・欧陽脩・朱熹・程顥・程頤・楊時・李綱・范純仁等二十四名の儒家学者などが先後してここで講学している。
明代末年、清兵入関の火難で、嵩陽書院は全焼した。
清の高宗は乾隆十五年（1750年）に嵩陽書院時かつての諷詠で賛を著した。光緒三十一年（1905年）、清政府の廃止により嵩陽書院の名称が嵩陽高等小学堂と改称。
1936年9月、蔣介石が50歳の誕生日の時に洛陽ヘ来たり、嵩山を遊覧した。1942年、東京大学卒業生で当時中華書局の総経理、国民参政員の翟倉陸らが嵩陽書院創設「中岳中学」。
中華人民共和国初期には、県の党委員会によって登封を嵩陽書院幹部訓練基地、大型会議センターを登封師範学校中級クラスとして開業。1961年、中華人民共和国国務院は書院を全国重点文物保護単位に認定した。文化大革命の時、無人の管理状態となり、一部の施設は近隣住民の住居となり、生産大隊の飼育室、各級幹部会、生産隊大会の開催などがよく行われた。1982年から1987年に、河南省文物局、河南省外事事務室は前後して投資して修築書院、書院に対して整理と美化、国内観光客に一般公開される。2009年、鄭州大学嵩陽書院が設立。2010年7月31日、嵩陽書院は少林寺と同様に世界遺産「天地の中央」にある登封の史跡群を構成する史跡に登録された。

## 建築

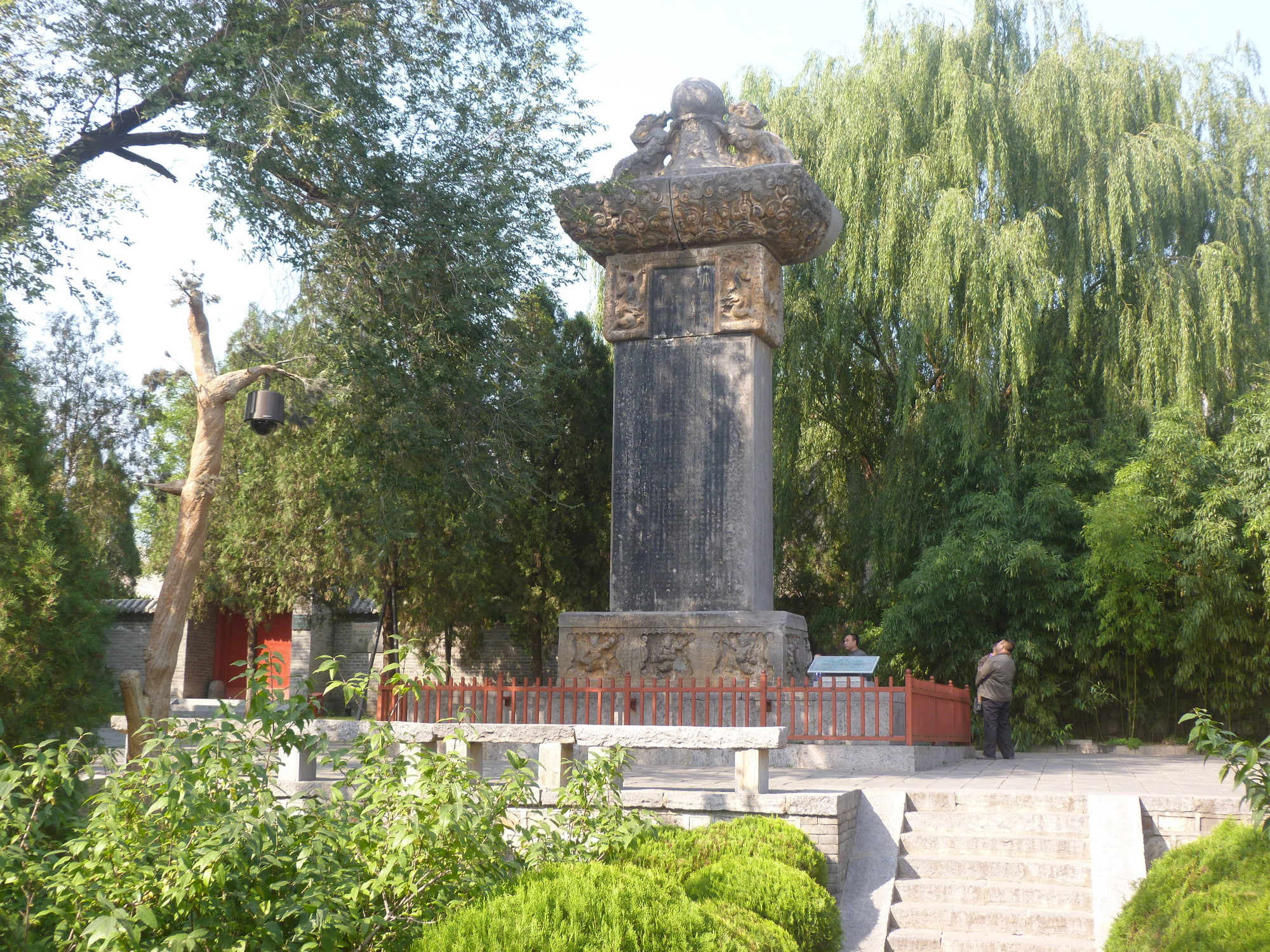
「大唐嵩陽観紀聖徳感応頌碑」は唐代天宝三年（744年）建立。

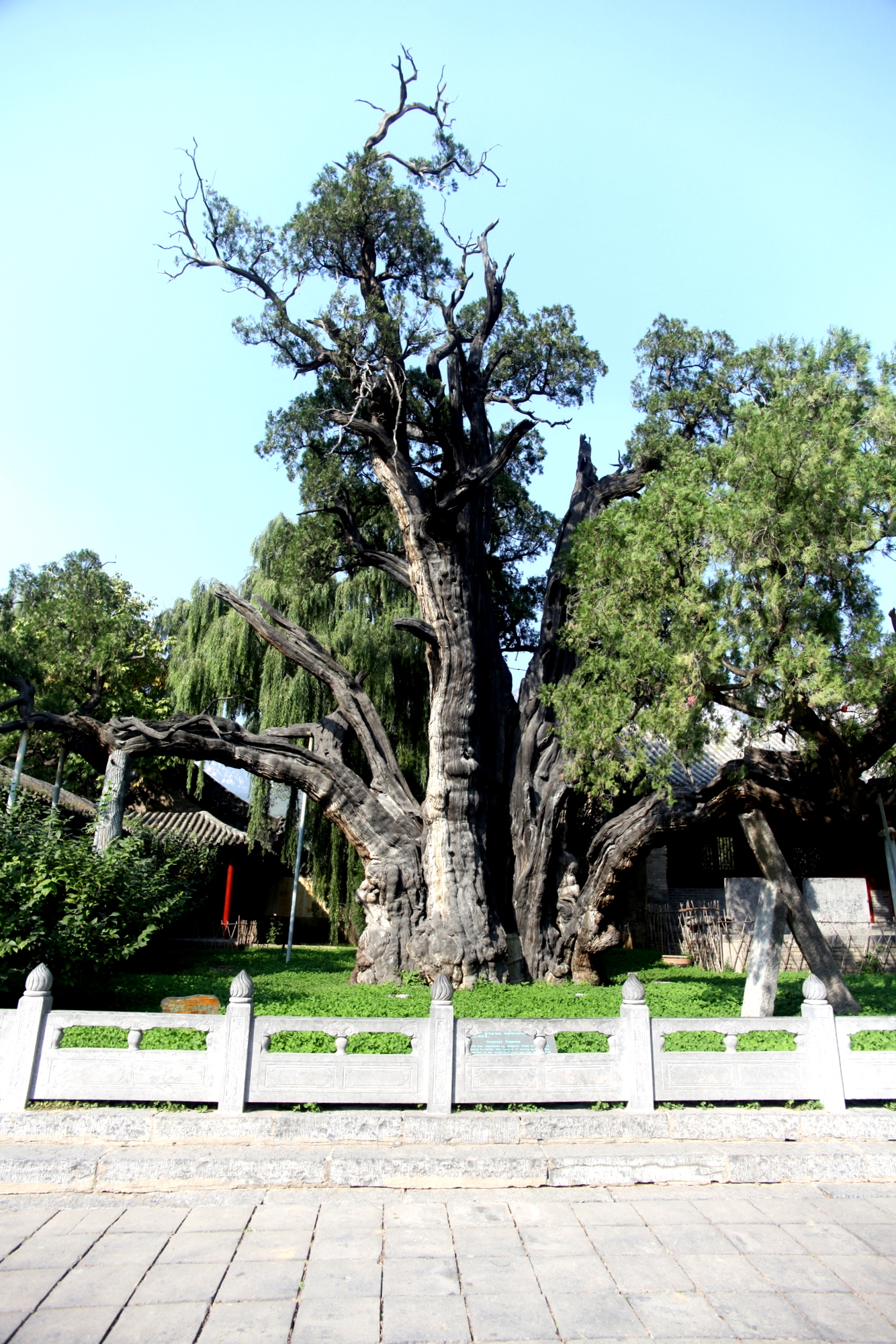
樹齢4500年の柏の古木。前漢の武帝から元封元年（前110年）に「将軍柏」の名を賜った。

- 大門：『嵩陽書院』の扁額は地元書道家の宋書范の揮毫である。大門の対聯「近四旁惟中央、統泰華衡恒、四塞関河拱神岳、歴九朝為都会、包伊洛瀍澗、三台風雨作高山」は清代作家の呉慈鶴（中国語版）の揮毫である。

- 大唐碑：門前には唐代の天宝三年（744年）に刻された隷書の「大唐嵩陽観紀聖徳感応頌碑」がある。碑文1078字。撰文は李林甫、書者は徐浩。碑高は9.02メートルで、厚さ1.05メートル、重さ80トン、嵩山最大の石碑である。

- 三大将軍：前漢の元封六年（前110年）、漢の武帝が嵩岳を巡遊した時に見た柏（ヒノキ）の大木を、「大将軍」、「二将軍」と「三将軍」に封じたもの。当時は「三将軍」もあったが、これは明代に焼失した。樹齢は4500年とも言われ、中国では最古級の老木である。

- 石刻：明代の石刻。万暦二十一年（1593年）「登封県地図」を刻んで、嵩山地区の名所旧跡の分布と山、川、道路、村などの名称が詳細に刻まれている。「登封県地図」は、登封文物分布図、また登封県地図。

- 書院：嵩陽書院の基本を維持した清代の建築物の配置は、南北の長い128メートル、東西78メートル、敷地面積9984平方メートル[4]。清代の建造物が25点現存する。中軸建築は全5庭に入って、南から北へ、順に門、先にテンプル、講堂、道統祠と図書館、中軸線の両側配房につながり、共有の古建築106間で、多くは硬い山滾脊髄灰筒瓦ぶきの建築。

- 二程手植槐：宋代の熙寧・元豊年間（1068-1085年）の有名な理学者程顥嵩陽書院に講義に訪れた際、庭に槐柏数本を自分の手で植えたと伝わる。

- 中岳嵩陽寺碑：東魏の孝静帝の天平二年（535年）が刻立。

- 杏壇：清代の初期の有名な理学者耿介が嵩陽書院に講義にまで、耿介はこの杏樹を植えた。

## 文学
宋代文学者の李廌の詩に曰く：
| 「 | 束髪従政事、佩緩曳長裾。 守令有民社、裂地皆分符。 問之爾何由、必曰因業儒。 自致或世賞、因儒升仕塗。 一朝希斗禄、輒與故歩殊。 佞夫専媚竈、要路事馳駆。 俗夫抗塵容、勾校迷墨朱。 自謂尚市道、不若效賈区。 何必念故業、易地有蘧廬。 嵩陽敞儒宮、遠自唐之廬。 章聖旌隠君、此地構宏居。 崇堂講遺文、宝楼蔵賜書。 賞田逾千畝、負笈昔雲趨。 勸農桑使者、利心巧阿諛。 飛書檄大農、鬻此奉時須。 垣墻聚蓬蒿、観殿巣鳶烏。 二紀無人跡、荒榛誰掃除。 桑羊固可烹、県令亦安乎。 今主尚仁政、美利四海敷。 仁賢任阿衡、天地一朝蘇。 已責復蠲斂、肉骨生膏腴。 疲民悉按堵、此地尚荒蕪。 淮西高夫子、為政多美誉。 百里政粛雍、民不困追胥。 憤彼釈老子、遺宮遍山隅。 吾儒一何衰、廢跡可嗟吁。 連牋叩洛尹、移文諷使車。 義有子衿恥、功将泮水倶。 興衰雖在天、此意良可書。 卻思鬻此者、於儒與何誅。 又思昔県令、亦昔儒之徒。 興儒有美意、無忘高大夫。 | 」 |

清代には、乾隆帝が此に游び、七言律詩を留めている：
| 「 | 書院嵩陽景最清、石幢猶記故宮名。 虚誇妙薬求方士、何似菁莪育俊英？ 山色渓声留宿雨、菊香竹韻喜新晴。 初来豈得無言別、漢柏蔭中句偶成。 | 」 |

## 参考書目
- 宮嵩濤『嵩陽書院』湖南大学出版社、湖南省長沙市、2014年6月1日。ISBN 9787566706393。